# Cessaniti
Cessaniti község (comune) Olaszország Calabria régiójában, Vibo Valentia megyében.

## Fekvése
A megye északnyugati részén fekszik, a Tirrén-tenger partján. Határai: Briatico, Filandari, Vibo Valentia és Zungri.

## Története
A 15. században alapították a földrengésben elpusztított Guzzaferne lakosai. A középkori település teljesen elpusztult az 1905-ös calabriai földrengésben. A mai központot a régitől néhány kilométerrel északabbra építették fel.

## Népessége
A népesség számának alakulása:

## Főbb látnivalói
- őslény-lelőhely - gazdag kréta és harmadidőszaki faunával
- San Basilio-templom